# Dietfurt
Dietfurt an der Altmühl är en stad i Landkreis Neumarkt in der Oberpfalz i Regierungsbezirk Oberpfalz i förbundslandet Bayern i Tyskland.